# Distraktionsgranat

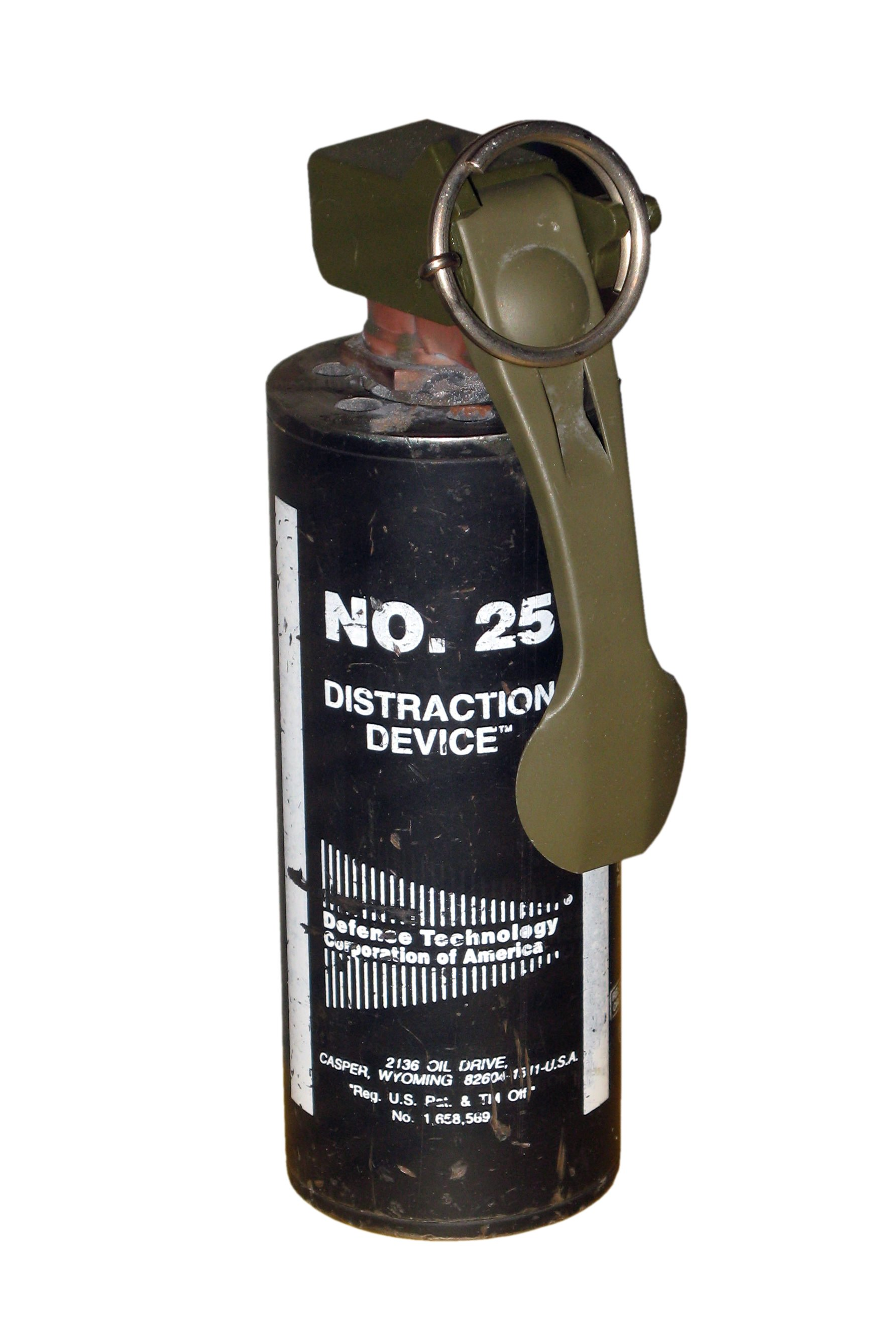
En distraktionsgranat.

Distraktionsgranat, internationellt populärt kallad flashbang (engelska för "ljusblixtknall") efter dess traditionella verkan, är en typ av icke-dödlig handgranat som antingen ger verkan genom tryck, ljud, ljus eller genom en kombination av dessa. Syftet med granaterna är att distrahera personer som utsätts för dem, används ofta vid inbrytning i rum där personskador av en eller annan orsak är oönskade. Distraktionsgranater utvecklades av brittiska Special Air Service på 1970-talet.
När en distraktionsgranat detonerar utger den en eller flera starka ljusblixtar och mycket kraftiga knallar. Ljusblixtarna, som uppmäts till 6–7 miljoner candela, aktiverar ögonens samtliga fotoceller, vilket gör att bilden man ser just då "fryser till" i några sekunder tills det ögonen återhämtat sig. Detta gör att den som utsatts för blixtarna inte ser något annat. De kraftiga smällarna (upp till 180 decibel) kan orsaka blödningar i örat och kan också rubba vätskan i innerörat vilket påverkar balanssinnet hos den utsatte. Påverkan på balanssinnet ger yrselliknanade känslor – det kan kännas som att man snurrar åt ett håll ett tag och plötsligt stannar upp.
Förutom skador på örat och balanssinnet så kan distraktionsgranater ge brännskador eller i värsta fall starta en eldsvåda. Vid ett fåtal tillfällen har människor som utsatts för distraktionsgranater avlidit av rökförgiftning eller hjärtattack.
I Sverige används distraktionsgranater av polisens piketgrupper i Stockholm, Göteborg och Malmö, samt av Nationella insatsstyrkan.